# Churchill (pel·lícula)
Churchill és una pel·lícula britànica de guerra històrica del 2017, dirigida per Jonathan Teplitzky. Retrata a Winston Churchill, el juny de 1944, en les hores prèvies al desembarcament de Normandia i és protagonitzada per Brian Cox, Miranda Richardson i John Slattery. Va ser estrenada el 2 de juny de 2017. Ha estat doblada al català.

## Argument
El 1944, el milió de soldats aliats estacionats a la costa sud d'Anglaterra estan preparats per al desembarcament de Normandia. Dos dies abans del dia de l'operació, Winston Churchill, esgotat per anys de guerra, s'enfronta amb els seus generals i aliats estatunidencs per decidir com afrontar el que va esdevenir autèntic punt d'inflexió de la guerra.

## Repartiment
- Brian Cox com Winston Churchill
- Miranda Richardson com Clementine Churchill
- John Slattery com Dwight D. Eisenhower
- Julian Wadham com Bernard Montgomery
- Richard Durden com Jan Smuts
- Ella Purnell com Helen Garrett
- Danny Webb com Alan Brooke, 1r vescomte Alanbrooke
- Jonathan Aris com Trafford Leigh-Mallory
- George Anton com Bertram Ramsay
- Steven Cree com James Stagg
- James Purefoy com Jordi VI del Regne Unit
- Peter Ormond com Asa Briggs
- Angela Costello com Kay Summersby
- Kevin Findlay com Fanshawe
- Miro Teplitzky com adjunt Howard